# Lannecaube
Lannecaube es una comuna francesa de la región de Aquitania en el departamento de Pirineos Atlánticos. Esta localidad comprende a las pedanías de Bayle, Loumagne, Meillac, Menyette y Soubirou.
El topónimo Lannecaube fue mencionado por primera vez en el año 1104 con el nombre de Lanecalba.

## Demografía
| 389 | 427 | 420 | 437 | 460 | 475 | 463 | 482 | 493 | 471 | 450 | 414 | 410 | 411 | 408 | 404 | 417 | 382 | 397 | 402 | 344 | 294 | 241 | 239 | 261 | 212 | 208 | 189 | 182 | 187 | 162 | 170 | 149 | 167 |
| Para los censos de 1962 a 1999 la población legal corresponde a la población sin duplicidades (Fuente: INSEE [Consultar]) |     |     |     |     |     |     |     |     |     |     |     |     |     |     |     |     |     |     |     |     |     |     |     |     |     |     |     |     |     |     |     |     |     |